# Lịch sử hành chính Hậu Giang
Hậu Giang là một tỉnh cũ ở Đồng bằng sông Cửu Long.

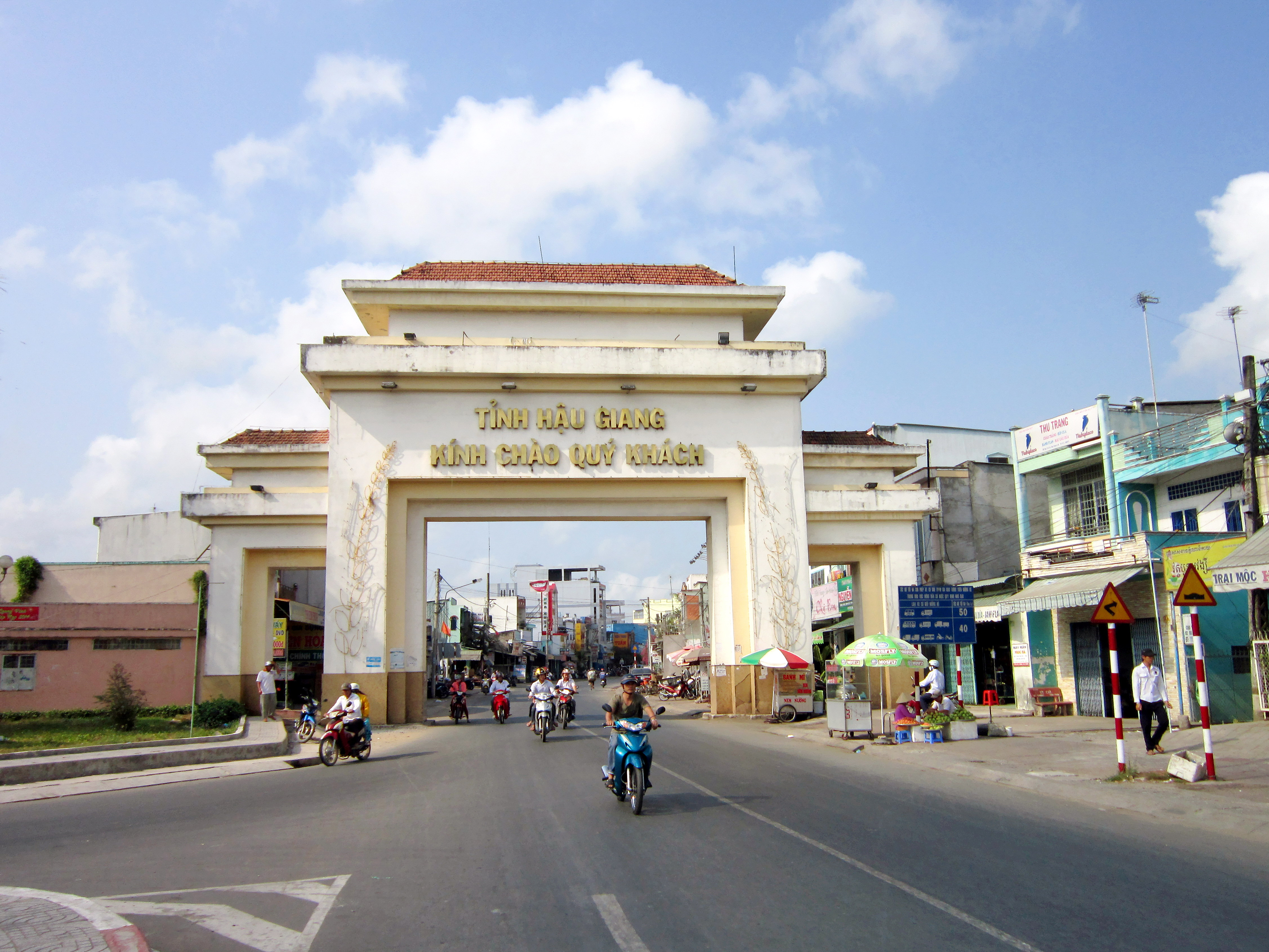
Cổng chào của tỉnh Hậu Giang, đặt trên địa bàn của thị trấn Cái Tắc

## Trước năm 1975
- Ngày 20 tháng 9 năm 1975, Bộ Chính trị ban hành Nghị quyết số 245-NQ/TW[1] về việc hợp nhất tỉnh Cần Thơ (ngoại trừ huyện Thốt Nốt), tỉnh Sóc Trăng, tỉnh Trà Vinh, tỉnh Vĩnh Long thành một tỉnh, tên gọi tỉnh mới cùng với nơi đặt tỉnh lỵ sẽ do địa phương đề nghị lên.
- Ngày 20 tháng 12 năm 1975, Bộ Chính trị ban hành Nghị quyết số 19/NQ[2] về việc hợp nhất tỉnh Cần Thơ (bao gồm cả huyện Thốt Nốt của tỉnh Long Xuyên), tỉnh Sóc Trăng thành một tỉnh mới, tên gọi tỉnh mới cùng với nơi đặt tỉnh lỵ sẽ do địa phương đề nghị lên.

## Tỉnh Hậu Giang (1976–1991)

#### Ngày 15 tháng 12 năm 1977, Hội đồng Chính phủ ban hành Quyết định 330-CP[4]về việc hợp nhất huyệnLong Mỹvà thị xãVị Thanhthuộc tỉnhHậu Giangthành huyệnLong Mỹ:
- Hợp nhất huyện Long Mỹ và thị xã Vị Thanh thuộc tỉnh Hậu Giang thành một đơn vị hành chính lấy tên là huyện Long Mỹ thuộc tỉnh Hậu Giang.
- Thị xã Vị Thanh chuyển xuống thành thị trấn Vị Thanh thuộc huyện Long Mỹ, tỉnh Hậu Giang.

#### Ngày 23 tháng 10 năm 1978, Hội đồng Chính phủ ban hành Quyết định số 273-CP[5]về việc thành lập xã Vị Tân thuộc huyệnLong Mỹ, tỉnhHậu Giangvà xác định địa giới của thị trấn Vị Thanh, thuộc huyệnLong Mỹcùng tỉnh:
- Thành lập xã Vị Tân thuộc huyện Long Mỹ, tỉnh Hậu Giang.
- Xác định địa giới của xã Vị Tân thuộc huyện Long Mỹ:
  - Phía Đông giáp xã Vị Thủy
  - Phía Tây giáp xã Vĩnh Hòa Hưng, huyện Gò Quao, tỉnh Kiên Giang
  - Phía Nam giáp thị trấn Vị Thanh
  - Phía Bắc giáp xã Hòa Thuận, huyện Giồng Riềng, tỉnh Kiên Giang.
- Xác định địa giới của thị trấn Vị Thanh thuộc huyện Long Mỹ:
  - Phía Đông giáp xã Vị Thủy
  - Phía Tây và phía Bắc giáp xã Vị Tân
  - Phía Nam giáp xã Vĩnh Thuận Đông.

#### Ngày 21 tháng 4 năm 1979, Hội đồng Chính phủ ban hành Quyết định số 174-CP[6]về việc điều chỉnh địa giới xã thuộc tỉnhHậu Giang:
1. Huyện Long Mỹ
- Chia xã Vĩnh Thuận Đông thành hai xã lấy tên là xã Vĩnh Thuận Đông và xã Vĩnh Thuận Tây.
- Chia xã Thuận Hưng thành hai xã lấy tên là xã Thuận Hưng và xã Thuận Hòa.
- Chia xã Hỏa Lựu thành hai xã lấy tên là xã Hỏa Lựu và xã Hỏa Tiến.
- Chia xã Long Phú thành hai xã lấy tên là xã Long Phú và xã Tân Phú.
- Chia xã Vĩnh Viễn thành hai xã lấy tên là xã Vĩnh Viễn và xã Vĩnh Lập.
- Chia xã Long Bình thành hai xã lấy tên là xã Long Bình và xã Long Hòa.
- Chia xã Vị Tân thành hai xã lấy tên là xã Vị Tân và xã Vị Đông.
- Sáp nhập ấp 8 của xã Thuận Hưng và ấp 9 của xã Long Trị cũ vào thị trấn Long Mỹ.

2. Huyện Thạnh Trị
- Chia xã Vĩnh Quới thành hai xã lấy tên là xã Vĩnh Quới và xã Vĩnh Biên.
- Chia xã Tuân Tức thành hai xã lấy tên là xã Tuân Tức và xã Thạnh Cường.
- Chia xã Vĩnh Lợi thành hai xã lấy tên là xã Vĩnh Lợi và xã Vĩnh Tân.
- Chia xã Mỹ Quới thành ba xã lấy tên là xã Mỹ Quới, xã Lê Hoàng Chu và xã Mai Thanh Thế.
- Chia xã Châu Hưng thành hai xã lấy tên là xã Châu Hưng và xã Nam Quang.
- Chia xã Tân Long thành hai xã lấy tên là xã Tân Long và xã Dân Hòa.

3. Huyện Kế Sách
- Chia xã Ba Trinh thành hai xã lấy tên là xã Ba Trinh và xã Trịnh Phú.
- Chia xã Kế An thành hai xã lấy tên là xã Kế An và xã Kế Thành.

4. Huyện Phụng Hiệp
- Chia xã Hòa An thành ba xã lấy tên là xã Hòa An, xã Hòa Lợi và xã Hòa Lộc.
- Chia xã Tân Bình thành ba xã lấy tên là xã Tân Bình, xã Bình Chánh và xã Bình Thành.
- Chia xã Hiệp Hưng thành hai xã lấy tên là xã Hiệp Hưng và xã Hưng Điền.

5. Thành phố Cần Thơ
- Chia phường An Lạc thành hai phường lấy tên là phường Tân An và phường An Lạc.
- Chia phường An Cư thành hai phường lấy tên là phường An Hội và phường An Cư.
- Chia phường An Nghiệp thành hai phường lấy tên là phường An Phú và phường An Nghiệp.
- Sáp nhập khóm 1 của phường An Hòa vào phường Cái Khế.
- Chia phường Cái Khế thành hai phường lấy tên là phường Thới Bình và phường Cái Khế.
- Chia phường Bình Thủy thành hai phường lấy tên là phường Bình Thủy và phường An Thới (gồm cả Cồn Sơn).
- Chia phường Thạnh Phú thành hai đơn vị lấy tên là phường Hưng Phú và xã Hưng Thạnh.
- Chia phường Hưng Lợi thành hai phường lấy tên là phường Xuân Khánh và phường Hưng Lợi.
- Chia xã Long Tuyền thành hai xã lấy tên là xã Long Hòa và xã Long Tuyền.
- Sáp nhập xã Mỹ Khánh, xã Giai Xuân và ấp Thới Thuận, ấp Thới Hòa, ấp Thới Ngươn của xã Thới An Đông thuộc huyện Châu Thành vào thành phố Cần Thơ.

#### Ngày 15 tháng 9 năm 1981 của Hội đồng Bộ trưởng ban hành Quyết định số 70-HĐBT[7]về việc chia xã để thành lập xã mới thuộc tỉnhHậu Giang:
1. Huyện Thốt Nốt
- Chia xã Thạnh An thành hai xã lấy tên là xã Thạnh An và xã Thạnh Thắng.

2. Huyện Châu Thành
- Chia xã Phú Hữu thành ba xã lấy tên là xã Phú Hữu, xã Phú Hòa và xã Phú Tân.
- Chia xã Đông Phước thành ba xã lấy tên là xã Đông Phước, xã Đông Sơn và xã Đông An.
- Chia xã Nhơn Nghĩa thành hai xã lấy tên là xã Nhơn Nghĩa và xã Nhơn Hòa.
- Chia xã Trường Long Tây thành ba xã lấy tên là xã Trường Lộc, xã Trường Hưng và xã Trường Bình.
- Chia xã Tân Hòa thành hai xã lấy tên là xã Tân Hòa và xã Tân Thuận.

3. Huyện Vĩnh Châu
- Chia xã Lai Hòa thành bốn xã lấy tên là xã Lai Hòa, xã Hòa Hải, xã Hòa Phước và xã Hòa Điền.
- Chia xã Vĩnh Phước thành bảy xã lấy tên là xã Vĩnh Phước, xã Vĩnh Tân, xã Vĩnh Thành, xã Vĩnh Tiến, xã Vĩnh Bình, xã Vĩnh Hiệp và xã Vĩnh Tỉnh.
- Chia xã Khánh Hòa thành bốn xã lấy tên là xã Khánh Hòa, xã Châu Khánh, xã Hòa Khởi và xã Hòa Đông.
- Chia xã Lạc Hòa thành hai xã lấy tên là xã Lạc Hòa và xã Hòa Thanh.
- Chia xã Vĩnh Châu thành bốn xã lấy tên là xã Vĩnh Châu, xã Vĩnh Khánh, xã Vĩnh Hải và xã Vĩnh Hòa.

4. Huyện Long Mỹ
- Chia xã Vị Thủy thành ba xã lấy tên là xã Vị Thủy, xã Vị Thắng và xã Vị Lợi.
- Chia xã Vĩnh Tường thành ba xã lấy tên là xã Vĩnh Tường, Vĩnh Trung và xã Vĩnh Hiếu.
- Chia xã Vị Thanh thành ba xã lấy tên là xã Vị Thanh, xã Vị Xuân và xã Vị Bình.
- Chia xã Long Trị thành hai xã lấy tên là xã Long Trị và xã Long Tân.
- Chia xã Xà Phiên thành hai xã lấy tên là xã Xà Phiên và xã Tân Thành.
- Chia xã Lương Tâm thành hai xã lấy tên là xã Lương Tâm và xã Lương Nghĩa.

Huyện Long Mỹ có  2 thị trấn Long Mỹ (huyện lỵ), Vị Thanh và 29 xã: Hỏa Lựu, Hỏa Tiến, Long Bình, Long Hòa, Long Phú, Long Tân, Long Trị, Lương Nghĩa, Lương Tân, Tân Phú, Thuận Hòa, Thuận Hưng, Tân Thành, Vị Bình, Vị Đông, Vị Lợi, Vị Tân, Vị Thanh, Vị Thắng, Vị Thủy, Vị Xuân, Vĩnh Hiếu, Vĩnh Lập, Vĩnh Thuận Đông, Vĩnh Thuận Tây, Vĩnh Tường, Vĩnh Trung, Vĩnh Viễn, Xà Phiên.

#### Ngày 26 tháng 10 năm 1981, Hội đồng Bộ trưởng ban hành Quyết định số 119-HĐBT[8]về việc phân vạch địa giới một số huyện thuộc tỉnhHậu Giang:
Chia huyện Long Mỹ thành hai huyện Long Mỹ và Mỹ Thanh thuộc tỉnh Hậu Giang
- Huyện Long Mỹ có 38.388,92 hécta diện tích tự nhiên (diện tích canh tác 29.366,30 hécta), dân số là 109.867 người; có 16 đơn vị hành chính cấp xã trực thuộc, bao gồm thị trấn Long Mỹ (huyện lỵ) và 15 xã: Long Bình, Long Hòa, Long Phú, Long Tâm, Long Trị, Lương Nghĩa, Lương Tân, Tân Phú, Thuận Hòa, Thuận Hưng, Tân Thành, Vị Thắng, Vĩnh Thuận Đông, Vĩnh Viễn, Xà Phiên.
- Huyện Mỹ Thanh có 35.283,43 hécta diện tích tự nhiên (diện tích canh tác 23.128,69 hécta), dân số là 104.675 người; có 15 đơn vị hành chính cấp xã trực thuộc, bao gồm thị trấn Vị Thanh (huyện lỵ) và 14 xã: Hỏa Lựu, Hỏa Tiến, Vị Bình, Vị Đông, Vị Lợi, Vị Tân, Vị Thanh, Vị Thủy, Vị Xuân, Vĩnh Hiếu, Vĩnh Lập, Vĩnh Thuận Tây, Vĩnh Tường, Vĩnh Trung.

#### Ngày 6 tháng 4 năm 1982, Hội đồng Bộ trưởng ban hành Quyết định số 64-HĐBT[9]về việc đổi tên huyệnMỹ Thanhthuộc tỉnhHậu Giang:
- Đổi tên huyện Mỹ Thanh thuộc tỉnh Hậu Giang thành huyện Vị Thanh.
- Huyện Vị Thanh có 15 đơn vị hành chính cấp xã trực thuộc, bao gồm thị trấn Vị Thanh (huyện lỵ) và 14 xã: Hỏa Lựu, Hỏa Tiến, Vị Bình, Vị Đông, Vị Lợi, Vị Tân, Vị Thanh, Vị Thủy, Vị Xuân, Vĩnh Hiếu, Vĩnh Lập, Vĩnh Thuận Tây, Vĩnh Tường, Vĩnh Trung.

#### Ngày 7 tháng 7 năm 1982, Hội đồng Bộ trưởng ban hành Quyết định số 111-HĐBT[10]về việc phân vạch địa giới xã thuộc tỉnhHậu Giang:
1. Huyện Mỹ Xuyên
- Chia xã Thạnh Quới thành hai xã lấy tên là xã Thạnh Quới và xã Thạnh Hưng.
- Chia xã Thạnh Phú thành hai xã lấy tên là xã Thạnh Phú và xã Thạnh Lợi.
- Chia xã Đại Tâm thành hai xã lấy tên là xã Đại Tâm và xã Đại Trí.
- Chia xã Tham Đôn thành hai xã lấy tên là xã Tham Đôn 1 và xã Tham Đôn 2.
- Chia xã Tài Văn thành hai xã lấy tên là xã Tài Văn và xã Tài Chương.
- Chia xã Gia Hòa thành hai xã lấy tên là xã Gia Hòa Tây và xã Gia Hòa Đông.
- Chia xã Viên An thanh ba xã lấy tên là xã Viên An, xã Viên Bình và xã Viên Hòa.
- Chia xã Ngọc Tố thành ba xã lấy tên là xã Ngọc Tố, xã Ngọc Đông và xã Ngọc Anh.
- Chia xã Hòa Tú thành ba xã lấy tên là xã Hòa Tú, xã Hòa Phú và xã Hòa Đức.
- Chia xã Thạnh Thới An thành 4 xã lấy tên là xã Thạnh Thới An, và xã Thạnh Thới Thuận, xã Thạnh Thới Hòa và xã Thạnh Thới Bình.

2. Huyện Thạnh Trị
- Chia xã Lâm Kiết thành hai xã lấy tên là xã Lâm Kiết và xã Lâm Tân.
- Chia xã Thạnh Trị thành hai xã lấy tên là xã Thạnh Trị và xã Thạnh Tân.

#### Ngày 28 tháng 3 năm 1983, Hội đồng Bộ trưởng ban hành Quyết định số 21-HĐBT[11]về việc phân vạch địa giới xã thuộc tỉnhHậu Giang:
1. Huyện Thốt Nốt
- Chia xã Trung An thành hai xã lấy tên là xã Trung An và xã Trung Hưng.
- Chia xã Thạnh Quới thành hai xã lấy tên là xã Thạnh Quới và Thạnh Lộc.
- Chia xã Trung Nhứt thành hai xã lấy tên là xã Trung Nhứt và xã Trung Kiên.

2. Huyện Ô Môn
- Thành lập xã Đông Hiệp gồm ấp Thới Hiệp của xã Thới Đông và một phần của ấp Thới Hữu thuộc xã Thới Lai cùng huyện đưa sang.
- Chia xã Thới Đông thành năm xã lấy tên là xã Thới Đông, xã Thới Xuân, xã Thới Phước, xã Đông Bình và xã Đông Thuận.
- Chia xã Thới Lai thành năm xã lấy tên là xã Thới Lai, xã Thới Hòa, xã Thới Khương Ninh, xã Thới Khương Bình và xã Thới Hữu.
- Chia xã Trường Xuân thành năm xã lấy tên là xã Trường Xuân, xã Xuân Mai, xã Xuân Bình, xã Xuân Đại và xã Xuân Thắng.
- Tách ấp Định Khánh A và một phần ấp Định Khánh B của xã Định Môn để sáp nhập vào xã Trường Thành cùng huyện.
- Chia xã Trường Thành thành ba xã lấy tên là xã Trường Thành, xã Trường Tân và xã Trường An.
- Tách ấp Thới Hòa C của xã Thới Thạnh để sáp nhập vào xã Thới Long cùng huyện.
- Chia xã Thới Long thành hai xã lấy tên là xã Thới Long và xã Thới Hưng.
- Tách ấp Định Phước của xã Định Môn để sáp nhập vào xã Thới Thạnh cùng huyện.
- Chia xã Thới Thạnh thành hai xã lấy tên là xã Thới Thạnh và xã Tân Thạnh.
- Tách ấp Thới Phong của xã Thới An để sáp nhập vào xã Phước Thới cùng huyện.
- Chia xã Phước Thới thành hai xã lấy tên là xã Phước Thới và xã Phước An.

3. Huyện Phụng Hiệp
- Thành lập xã Quyết Thắng gồm 720 hécta đất của xã Hiệp Hưng và 290 hécta đất của xã Hưng Điền cùng huyện.
- Chia xã Phụng Hiệp thành hai xã lấy tên là xã Phụng Hiệp và xã Hiệp Lợi.
- Chia xã Thạnh Hòa thành hai xã lấy tên là xã Thạnh Hòa và xã Tầm Vu.
- Chia xã Long Thạnh thành ba xã lấy tên là xã Long Thạnh, xã Tân Long và xã Thạnh Long.
- Chia xã Đại Thành thành hai xã lấy tên là xã Đại Thành và xã Tân Thành.
- Chia xã Hòa Mỹ thành ba xã lấy tên là xã Hòa Mỹ, xã Hòa Hiệp và xã Hòa Thuận.

#### Ngày 23 tháng 12 năm 1988, Hội đồng Bộ trưởng ban hành Quyết định số 192-HĐBT[12]về việc phân vạch địa giới hành chính một số xã thuộc huyệnMỹ Tú, tỉnhHậu Giang:
- Tách đất các xã Long Hưng, An Ninh, Hồ Đắc Kiện, Mỹ Hương thành lập một xã lấy tên là xã Thiện Mỹ.
- Chia xã Hồ Đắc Kiện thành hai xã lấy tên là xã Hồ Đắc Kiện và xã Thuận Hòa.
- Chia xã Long Hưng thành hai xã lấy tên là xã Long Hưng và xã Hưng Phú.
- Chia xã An Ninh thành hai xã lấy tên là xã An Ninh và xã An Hiệp.
- Tách đất các xã Mỹ Phước, Phú Mỹ, Thuận Hưng thành lập một xã lấy tên là xã Mỹ Thuận.
- Chia xã Phú Tâm thành hai xã lấy tên là xã Phú Tâm và Phú Tân.

#### Ngày 16 tháng 9 năm 1989 Hội đồng Bộ trưởng ban hành Quyết định số 128-HĐBT[13]về việc phân vạch, điều chỉnh địa giới hành chính một số xã thuộc các huyệnChâu Thành,Mỹ Xuyên,Ô Môn,Phụng Hiệp,Thạnh Trị,Thốt Nốt,Vị Thanh,Vĩnh Châu, tỉnhHậu Giang:
1. Huyện Châu Thành
- Hợp nhất xã Thường Thạnh và xã Thường Thạnh Đông thành một xã lấy tên là xã Đông Thạnh.
- Hợp nhất xã Phú Hữu, xã Phú Hòa và xã Phú Tân thành một xã lấy tên là xã Phú Hữu.
- Hợp nhất xã Đông Phước, xã Đông Sơn và xã Đông An thành một xã lấy tên là xã Đông Phước.
- Hợp nhất xã Nhơn Nghĩa và xã Nhơn Hòa thành một xã lấy tên là xã Nhơn Nghĩa.
- Hợp nhất xã Trường Lộc, xã Trường Hưng và xã Trường Bình thành một xã lấy tên là xã Trường Long Tây.

2. Huyện Mỹ Xuyên
- Hợp nhất xã Thạnh Quới và xã Thạnh Hưng thành một xã lấy tên là xã Thạnh Quới.
- Hợp nhất xã Thạnh Phú và xã xã Thạnh Lợi thành một xã lấy tên là xã Thạnh Phú.
- Hợp nhất xã Đại Tâm và xã Đại Trí thành một xã lấy tên là xã Đại Tâm.
- Hợp nhất xã Tham Đôn 1 và xã Tham Đôn 2 thành một xã lấy tên là xã Tham Đôn.
- Hợp nhất xã Tài Văn và xã Tài Chương thành một xã lấy tên là xã Tài Văn.
- Giải thể xã Gia Hòa Đông và xã Gia Hòa Tây để thành lập hai xã lấy tên là xã Gia Hòa 1 và xã Gia Hòa 2.
- Giải thể xã Viên Hòa, nhập địa bàn vào xã Viên An và xã Viên Bình.
- Giải thể xã Ngọc Anh, nhập địa bàn vào xã Ngọc Tố và xã Ngọc Đông.
- Giải thể xã Hòa Tú, xã Hòa Phú và xã Hòa Đức để thành lập xã Hòa Tú 1 và xã Hòa Tú 2.
- Hợp nhất xã Thạnh Thới An và xã Thạnh Thới Hòa thành một xã lấy tên là xã Thạnh Thới An.
- Hợp nhất xã Thạnh Thới Thuận và xã Thạnh Thới Bình thành một xã lấy tên là xã Thạnh Thới Thuận.

3. Huyện Ô Môn
- Hợp nhất xã Thới Lai, xã Thới Hòa, xã Thới Khương Ninh, xã Thới Khương Bình và xã Thới Hữu thành một xã lấy tên là xã Thới Lai.
- Hợp nhất xã Xuân Mai và xã Xuân Bình thành một xã lấy tên là xã Xuân Bình.
- Hợp nhất xã Xuân Đại và xã Xuân Thắng thành một xã lấy tên là xã Xuân Thắng.
- Tách ấp Định Khánh A và một phần ấp Định Khánh B của xã Định Môn để sáp nhập vào xã Trường Thành cùng huyện.
- Hợp nhất ba xã Trường Thành, xã Trường Tân và xã Trường An thành một xã lấy tên là xã Trường Thành.
- Hợp nhất xã Thới Long và xã Thới Hưng thành một xã lấy tên là xã Thới Long.
- Hợp nhất xã Thới Thạnh và xã Tân Thạnh thành một xã lấy tên là xã Thới Thạnh.
- Hợp nhất xã Phước Thới và xã Phước An thành một xã lấy tên là xã Phước Thới.

4. Huyện Phụng Hiệp
- Hợp nhất xã Bình Chánh và xã Bình Thành thành một xã lấy tên là xã Bình Thành.
- Hợp nhất xã Đại Thành và xã Tân Thành thành một xã lấy tên là xã Đại Thành.
- Hợp nhất xã Phụng Hiệp và xã Hiệp Lợi thành một xã lấy tên là xã Phụng Hiệp.
- Hợp nhất xã Thạnh Hòa và xã Tầm Vu thành một xã lấy tên là xã Thạnh Hòa.
- Hợp nhất xã Tân Long và xã Thạnh Long thành một xã lấy tên là xã Tân Long.
- Hợp nhất xã Hòa Mỹ, xã Hòa Hiệp và xã Hòa Thuận thành một xã lấy tên là xã Hòa Mỹ.
- Hợp nhất xã Hòa An, xã Hòa Lộc và xã Hòa Lợi thành một xã lấy tên là xã Hòa An.

5. Huyện Thạnh Trị
- Hợp nhất xã Tuân Tức và xã Thạnh Cường thành một xã lấy tên là xã Thạnh Cường.
- Hợp nhất xã Vĩnh Tân và xã Vĩnh Lợi thành một xã lấy tên là xã Vĩnh Tân.
- Hợp nhất xã Mỹ Quới, xã Lê Hoàng Chu và xã Mai Thanh Thế thành một xã lấy tên là xã Mỹ Quới.
- Hợp nhất xã Châu Hưng và xã Nam Quang thành một xã lấy tên là xã Châu Hưng.
- Hợp nhất xã Tân Long và xã Dân Hòa thành một xã lấy tên là xã Tân Long.

6. Huyện Thốt Nốt
- Hợp nhất xã Trung Kiên và xã Trung Nhứt thành một xã lấy tên là xã Trung Nhứt.

7. Huyện Vị Thanh
- Giải thể xã Vị Lợi, nhập địa bàn vào xã Vị Thủy, xã Vị Xuân và xã Vĩnh Hiếu.

8. Huyện Vĩnh Châu
- Hợp nhất xã Hòa Hải, xã Hòa Phước và xã Hòa Điền thành một xã lấy tên là xã Hòa Hải.
- Hợp nhất xã Vĩnh Thành và xã Vĩnh Tân thành một xã lấy tên là xã Vĩnh Tân.
- Hợp nhất xã Vĩnh Bình và xã Vĩnh Tiến thành một xã lấy tên là xã Vĩnh Tiến.
- Hợp nhất xã Vĩnh Tỉnh và xã Vĩnh Hiệp thành một xã lấy tên là xã Vĩnh Hiệp.
- Hợp nhất xã Khánh Hòa và xã Châu Khánh thành một xã lấy tên là xã Khánh Hòa.
- Hợp nhất xã Hòa Khởi và xã Hòa Đông thành một xã lấy tên là xã Hòa Đông.

#### Ngày 7 tháng 12 năm 1990, Ban Tổ chức – Cán bộ của Chính phủ ban hành Quyết định số 547/QĐ-TCCP[14]về việc điều chỉnh địa giới hành chính một số xã thuộc các huyệnPhụng HiệpvàVĩnh Châu, tỉnhHậu Giang:
1. Huyện Phụng Hiệp
- Sáp nhập xã Tân Long vào xã Long Thạnh.
- Sáp nhập xã Bình Thành vào xã Tân Bình.
- Sáp nhập xã Hưng Điền vào xã Hiệp Hưng.

2. Huyện Vĩnh Châu
- Giải thể xã Hòa Hải, nhập địa bàn vào xã Lai Hòa và xã Vĩnh Tân.
- Giải thể xã Vĩnh Tiến, nhập địa bàn vào xã Vĩnh Phước và xã Vĩnh Hiệp.
- Giải thể xã Hòa Thanh, nhập địa bàn vào xã Khánh Hòa và xã Hòa Đông.

#### Ngày 28 tháng 1 năm 1991, Ban Tổ chức – Cán bộ của Chính phủ ban hành Quyết định số 36/QĐ-TCCP[15]về việc điều chỉnh địa giới hành chính một số xã thuộc các huyệnLong MỹvàVị Thanh, tỉnhHậu Giang:
1. Huyện Long Mỹ
- Sáp nhập xã Thuận Hòa vào xã Thuận Hưng.
- Sáp nhập xã Tân Phú vào xã Long Phú.
- Sáp nhập xã Long Hòa vào xã Long Bình.
- Sáp nhập xã Long Tân vào xã Long Trị.
- Sáp nhập xã Tân Thành vào xã Xà Phiên.
- Sáp nhập xã Lương Nghĩa vào xã Lương Tâm.

2. Huyện Vị Thanh
- Sáp nhập xã Vị Xuân vào xã Vị Đông.
- Sáp nhập xã Vị Bình vào xã Vị Thanh.

#### Ngày 2 tháng 8 năm 1991, Ban Tổ chức – Cán bộ của Chính phủ ban hành Quyết định số 364/QĐ-TCCP[16]về việc điều chỉnh địa giới hành chính xã thuộc huyệnVị Thanh, tỉnhHậu Giang
- Giải thể xã Vĩnh Hiếu, nhập địa bàn vào các xã Vĩnh Tường, Vĩnh Trung.

#### Ngày 21 tháng 12 năm 1991, Ban Tổ chức – Cán bộ của Chính phủ ban hành Quyết định[17]về việc điều chỉnh địa giới một số xã thuộc huyệnÔ Môn, tỉnhHậu Giang:
- Giải thể xã Đông Hiệp, nhập địa bàn vào xã Thới Đông và xã Thới Lai.
- Sáp nhập xã Thới Xuân vào xã Thới Đông.
- Sáp nhập xã Đông Bình vào xã Đông Thuận.
- Sáp nhập xã Xuân Bình vào xã Trường Xuân.

## Tỉnh Cần Thơ (1991–2003)

#### Ngày 26 tháng 12 năm 1991, Quốc hội ban hành Nghị quyết[18]về việc chia tỉnhHậu Giangthành tỉnhCần Thơvà tỉnhSóc Trăng.
1. Tỉnh Cần Thơ
- Tỉnh Cần Thơ có 7 đơn vị hành chính, bao gồm: Thành phố Cần Thơ và 6 huyện: Châu Thành, Long Mỹ, Ô Môn, Phụng Hiệp, Thốt Nốt, Vị Thanh.
- Tỉnh Cần Thơ có 3.022,30 km² diện tích tự nhiên và số dân là 1.614.350 người.
- Tỉnh lỵ: Thành phố Cần Thơ.

2. Tỉnh Sóc Trăng
- Tỉnh Sóc Trăng có 7 đơn vị hành chính bao gồm: Thị xã Sóc Trăng và 6 huyện: Kế Sách, Long Mỹ, Long Phú, Mỹ Tú, Mỹ Xuyên, Thạnh Trị, Vĩnh Châu.
- Tỉnh Sóc Trăng có 3.138,67 km² diện tích tự nhiên và số dân là 1.067.167 người.
- Tỉnh lỵ: Thị xã Sóc Trăng.

#### Ngày 25 tháng 1 năm 1994, Ban Tổ chức – Cán bộ của Chính phủ ban hành Quyết định số 03/QĐ-TCCP[19]về việc điều chỉnh địa giới xã thuộc các huyệnVị ThanhvàLong Mỹ, tỉnhCần Thơ:
- Sáp nhập xã Vĩnh Lập thuộc huyện Vị Thanh vào xã Vĩnh Viễn thuộc huyện Long Mỹ.

#### Ngày 21 tháng 4 năm 1998, Chính phủ ban hành Nghị định số 21/1998/NĐ-CP[20]về việc về thành lập thị trấn Cờ Đỏ và các xã Đông Bình, Đông Hiệp thuộc huyệnÔ Môn, tỉnhCần Thơ:
- Thành lập thị trấn Cờ Đỏ thuộc huyện Ô Môn trên cơ sở điều chỉnh 438 ha diện tích tự nhiên và 7.914 nhân khẩu của xã Thới Đông; 320 ha diện tích tự nhiên và 1.894 nhân khẩu của xã Thạnh Phú thuộc huyện Thốt Nốt.
- Thành lập xã Đông Bình thuộc huyện Ô Môn trên cơ sở điều chỉnh 2.770,56 ha diện tích tự nhiên và 6.720 nhân khẩu của xã Đông Thuận.
- Thành lập xã Đông Hiệp thuộc huyện Ô Môn trên cơ sở điều chỉnh 1.754 ha diện tích tự nhiên và 5.222 nhân khẩu của xã Thới Đông; 680 ha diện tích tự nhiên và 1.337 nhân khẩu của xã Thới Long; 914,9 ha diện tích tự nhiên và 3.054 nhân khẩu của xã Thới Lai.

Sau khi điều chỉnh địa giới hành chính:
- Thị trấn Cờ Đỏ có 758 ha diện tích tự nhiên và 9.808 nhân khẩu.
- Xã Đông Hiệp có 3.348,9 ha diện tích tự nhiên và 9.613 nhân khẩu.
- Xã Đông Thuận có 3.201,17 ha diện tích tự nhiên và 7.134 nhân khẩu.
- Xã Thới Đông có 3.500 ha diện tích tự nhiên và 11.912 nhân khẩu.
- Xã Thới Lai có 5.159,1 ha diện tích tự nhiên và 27.517 nhân khẩu.
- Xã Thới Long có 9.362 ha diện tích tự nhiên và 41.031 nhân khẩu.
- Xã Thạnh Phú thuộc huyện Thốt Nốt có 9.480 ha diện tích tự nhiên và 12.892 nhân khẩu.

#### Ngày 1 tháng 7 năm 1999, Chính phủ ban hành Nghị định số 45/1999/NĐ-CP[21]về việc thành lập thị xãVị Thanh, đổi tên huyệnVị Thanhthành huyệnVị Thủyvà thành lập các phường, xã, thị trấn thuộc thị xãVị Thanhvà huyệnVị Thủy, tỉnhCần Thơ:
1. Thành lập thị xã Vị Thanh thuộc tỉnh Cần Thơ trên cơ sở toàn bộ diện tích và dân số của thị trấn Vị Thanh, xã Vị Tân, xã Hỏa Lựu, xã Hỏa Tiến, 438 ha diện tích tự nhiên và 6.326 nhân khẩu của xã Vị Đông, huyện Vị Thanh.
- Thị xã Vị Thanh có 11.582,15 ha diện tích tự nhiên và 70.456 nhân khẩu; có 7 đơn vị hành chính trực thuộc bao gồm 4 phường: Phường I, Phường III, Phường IV, Phường V và 3 xã: Hỏa Lựu, Hỏa Tiến, Vị Tân.

2. Sau khi điều chỉnh địa giới hành chính, huyện Vị Thanh có 20.849,65 ha diện tích tự nhiên và 85.342 nhân khẩu và đổi tên thành huyện Vị Thủy thuộc tỉnh Cần Thơ.
3. Thành lập các phường thuộc thị xã Vị Thanh trên cơ sở thị trấn Vị Thanh (cũ), 438 ha diện tích tự nhiên và 6.326 nhân khẩu của xã Vị Đông thuộc huyện Vị Thanh.
- Thành lập Phường I trên cơ sở 102,63 ha diện tích tự nhiên và 6.402 nhân khẩu của thị trấn Vị Thanh thuộc huyện Vị Thanh.
- Thành lập Phường III trên cơ sở 1.270,36 ha diện tích tự nhiên và 7.109 nhân khẩu của thị trấn Vị Thanh thuộc huyện Vị Thanh.
- Thành lập Phường IV trên cơ sở 352,32 ha diện tích tự nhiên và 7.518 nhân khẩu của thị trấn Vị Thanh; 210 ha diện tích tự nhiên và 3.754 nhân khẩu của xã Vị Đông thuộc huyện Vị Thanh.
- Thành lập Phường V trên cơ sở 575,38 ha diện tích tự nhiên và 4.925 nhân khẩu; 228 ha diện tích tự nhiên và 2.572 nhân khẩu của xã Vị Đông thuộc huyện Vị Thanh.

4. Thành lập thị trấn và các xã thuộc huyện Vị Thủy và điều chuyển xã Vị Thắng của huyện Long Mỹ về huyện Vị Thủy.
- Chuyển xã Vị Thắng thuộc huyện Long Mỹ với 2.321,49 ha diện tích tự nhiên và 9.796 nhân khẩu về huyện Vị Thủy quản lý.
- Thành lập thị trấn Nàng Mau thuộc huyện Vị Thủy trên cơ sở 420 ha diện tích tự nhiên và 3.803 nhân khẩu của xã Vị Thủy; 204 ha diện tích tự nhiên và 1.819 nhân khẩu của xã Vị Thắng.
- Thành lập xã Vị Bình thuộc huyện Vị Thủy trên cơ sở 2.108,52 ha diện tích tự nhiên và 8.252 nhân khẩu của xã Vị Thanh.
- Thành lập xã Vị Trung thuộc huyện Vị Thủy trên cơ sở 2.141,73 ha diện tích tự nhiên và 8.299 nhân khẩu của xã Vị Thủy.

5. Sau khi điều chỉnh địa giới hành chính.
- Phường IV có 562,32 ha diện tích tự nhiên và 11.272 nhân khẩu.
- Phường V có 803,38 ha diện tích tự nhiên và 7.497 nhân khẩu.
- Huyện Vị Thủy có 23.171,04 ha diện tích tự nhiên và 95.138 nhân khẩu; có 10 đơn vị hành chính cấp xã, bao gồm thị trấn Nàng Mau và 9 xã: Vị Bình, Vị Đông, Vị Thanh, Vị Thắng, Vị Thủy, Vị Trung, Vĩnh Thuận Tây, Vĩnh Tường, Vĩnh Trung.
- Huyện Long Mỹ có 40.092,58 ha diện tích tự nhiên và 136.873 nhân khẩu; có 9 đơn vị hành chính cấp xã bao gồm thị trấn Long Mỹ và 8 xã: Long Bình, Long Phú, Long Trị, Lương Tâm, Thuận Hưng, Vĩnh Thuận Đông, Vĩnh Viễn, Xà Phiên.

#### Ngày 24 tháng 8 năm 1999, Chính phủ ban hành Nghị định số 80/1999/NĐ-CP[22]về việc thành lập các xã thuộc các huyệnThốt NốtvàPhụng Hiệp, tỉnhCần Thơ:
- Thành lập xã Trung Kiên thuộc huyện Thốt Nốt trên cơ sở 1.348,94 ha diện tích tự nhiên và 23.979 nhân khẩu của xã Trung Nhứt, 115 ha diện tích tự nhiên, 1.942 nhân khẩu của xã Thuận Hưng.
- Thành lập xã Tân Long thuộc huyện Phụng Hiệp trên cơ sở 2.172 ha diện tích tự nhiên và 15.799 nhân khẩu của xã Long Thạnh.

Sau khi điều chỉnh địa giới hành chính:
- Xã Trung Kiên thuộc huyện Thốt Nốt có 1.463,94 ha diện tích tự nhiên và 25.921 nhân khẩu.
- Xã Trung Nhứt thuộc huyện Thốt Nốt có 2.522,99 ha diện tích tự nhiên và 20.725 nhân khẩu.
- Xã Thuận Hưng thuộc huyện Thốt Nốt có 2.819,87 ha diện tích tự nhiên và 25.465 nhân khẩu.
- Xã Long Thạnh thuộc huyện Phụng Hiệp có 2.605 ha diện tích tự nhiên và 17.541 nhân khẩu.

#### Ngày 4 tháng 8 năm 2000, Chính phủ ban hành Nghị định số 28/2000/NĐ-CP[23]về việc thành lập thị trấn thuộc các huyệnThốt Nốt,Ô MônvàPhụng Hiệp, tỉnhCần Thơ:
- Thành lập thị trấn Thanh An thuộc huyện Thốt Nốt trên cơ sở 185,51 ha diện tích tự nhiên và 3.000 nhân khẩu của xã Thạnh Thắng; 1.595,1 ha diện tích tự nhiên và 9.157 nhân khẩu của xã Thạnh An.
- Thành lập thị trấn Thới Lai thuộc huyện Ô Môn trên cơ sở 946,51 ha diện tích tự nhiên và 10.183 nhân khẩu của xã Thới Lai.
- Thành lập thị trấn Cây Dương thuộc huyện Phụng Hiệp trên cơ sở 1.512 ha diện tích tự nhiên và 7.981 nhân khẩu của xã Hiệp Hưng.
- Thành lập thị trấn Kinh Cùng thuộc huyện Phụng Hiệp trên cơ sở 1.300 ha diện tích tự nhiên và 10.288 nhân khẩu của xã Hòa An.

Sau khi điều chỉnh địa giới hành chính:
- Thị trấn Thạnh An thuộc huyện Thốt Nốt có 1.781,61 ha diện tích tự nhiên và 12.157 nhân khẩu.
- Xã Thạnh An thuộc huyện Thốt Nốt có 6.736,29 ha diện tích tự nhiên và 16.566 nhân khẩu.
- Xã Thạnh Thắng thuộc huyện Thốt Nốt có 6.626,48 ha diện tích tự nhiên và 18.913 nhân khẩu.
- Xã Thới Lai thuộc huyện Ô Môn có 3.955,3 ha diện tích tự nhiên và 14.630 nhân khẩu.
- Xã Hiệp Hưng thuộc huyện Phụng Hiệp có 5.281 ha diện tích tự nhiên và 17.121 nhân khẩu.
- Xã Hòa An thuộc huyện Phụng Hiệp có 4.753 ha diện tích tự nhiên và 17.512 nhân khẩu.

#### Ngày 6 tháng 11 năm 2000, Chính phủ ban hành Nghị định số 64/2000/NĐ-CP[24]về việc điều chỉnh địa giới hành chính huyệnChâu Thànhđể tái lập huyệnChâu Thành A, tỉnhCần Thơ:
- Tái lập huyện Châu Thành A thuộc tỉnh Cần Thơ trên cơ sở 22.139 ha diện tích tự nhiên và 163.357 nhân khẩu của huyện Châu Thành.
- Huyện Châu Thành A có 8 đơn vị hành chính trực thuộc, bao gồm 8 xã: Nhơn Ái, Nhơn Nghĩa, Tân Hòa, Tân Phú Thạnh, Tân Thuận, Thạnh Xuân, Trường Long, Trường Long Tây.
- Sau khi điều chỉnh địa giới hành chính để tái lập huyện Châu Thành A, huyện Châu Thành có 18.851 ha diện tích tự nhiên và 121.689 nhân khẩu; có 6 đơn vị hành chính trực thuộc, bao gồm thị trấn Cái Răng và 5 xã: Đông Thạnh, Đông Phú, Đông Phước, Phú An, Phú Hữu.

#### Ngày 10 tháng 7 năm 2001, Chính phủ ban hành Nghị định số 37/2001/NĐ-CP[25]về việc thành lập xã, thị trấn thuộc các huyệnChâu ThànhvàChâu Thành A, tỉnhCần Thơ:
- Thành lập xã Phú Hữu A thuộc huyện Châu Thành trên cơ sở 1.799 ha diện tích tự nhiên và 10.593 nhân khẩu của xã Phú Hữu.
- Thành lập thị trấn Ngã Sáu thuộc huyện Châu Thành trên cơ sở 1.100 ha diện tích tự nhiên và 5.530 nhân khẩu của xã Đông Phước.
- Thành lập xã Đông Phước A thuộc huyện Châu Thành trên cơ sở 2.258 ha diện tích tự nhiên và 9.290 nhân khẩu của xã Đông Phước.
- Thành lập xã Nhơn Nghĩa A thuộc huyện Châu Thành A trên cơ sở 1.840 ha diện tích tự nhiên và 11.999 nhân khẩu của xã Nhơn Nghĩa.
- Thành lập xã Trường Long A thuộc huyện Châu Thành A trên cơ sở 2.771 ha diện tích tự nhiên và 10.619 nhân khẩu của xã Trường Long Tây.

Sau khi điều chỉnh địa giới hành chính:
- Xã Đông Phước thuộc huyện Châu Thành còn lại 2.541 ha diện tích tự nhiên và 12.664 nhân khẩu.
- Xã Phú Hữu thuộc huyện Châu Thành còn lại 3.284 ha diện tích tự nhiên và 20.102 nhân khẩu.
- Xã Nhơn Nghĩa thuộc huyện Châu Thành A còn lại 2.066 ha diện tích tự nhiên và 16.713 nhân khẩu.
- Xã Trường Long Tây thuộc huyện Châu Thành A còn lại 2.165 ha diện tích tự nhiên và 7.678 nhân khẩu.

#### Ngày 19 tháng 4 năm 2002, Chính phủ ban hành Nghị định số 47/2002/NĐ-CP[26]về việc thành lập xã thuộc huyệnÔ Môn,Phụng HiệpvàThốt Nốt, tỉnhCần Thơ:
- Thành lập xã Trường Xuân A thuộc huyện Ô Môn trên cơ sở 3.679,07 ha diện tích tự nhiên và 13.094 nhân khẩu của xã Trường Xuân.
- Thành lập xã Bình Thành thuộc huyện Phụng Hiệp trên cơ sở 2.392,97 ha diện tích tự nhiên và 9.497 nhân khẩu của xã Tân Bình.
- Thành lập xã Trung Thạnh thuộc huyện Thốt Nốt trên cơ sở 2.194,8 ha diện tích tự nhiên và 15.864 nhân khẩu của xã Trung An.
- Thành lập xã Thạnh Mỹ thuộc huyện Thốt Nốt trên cơ sở 2.481,65 ha diện tích tự nhiên và 11.448 nhân khẩu của xã Thạnh Quới.

Sau khi điều chỉnh địa giới hành chính:
- Xã Trường Xuân thuộc huyện Ô Môn còn lại 2.812,98 ha diện tích tự nhiên và 12.590 nhân khẩu.
- Xã Tân Bình thuộc huyện Phụng Hiệp còn lại 3.863,51 ha diện tích tự nhiên và 19.139 nhân khẩu.
- Xã Thạnh Quới thuộc huyện Thốt Nốt còn lại 3.733,22 ha diện tích tự nhiên và 15.410 nhân khẩu.
- Xã Trung An thuộc huyện Thốt Nốt còn lại 1.385,2 ha diện tích tự nhiên và 12.919 nhân khẩu.

#### Ngày 12 tháng 5 năm 2003 của Chính phủ ban hành Nghị định số 48/2003/NĐ-CP[27]về việc thành lập xã, phường, thị trấn thuộc huyệnChâu Thành A,Ô Môn,Phụng Hiệpvà thị xãVị Thanh, tỉnhCần Thơ:
- Thành lập thị trấn Một Ngàn – thị trấn huyện lỵ của huyện Châu Thành A trên cơ sở điều chỉnh 433 ha diện tích tự nhiên và 4.124 nhân khẩu của xã Tân Thuận, 297 ha diện tích tự nhiên và 2.632 nhân khẩu của xã Nhơn Nghĩa A.
- Thành lập xã Xuân Thắng thuộc huyện Ô Môn trên cơ sở 1.207,7 ha diện tích tự nhiên và 7.645 nhân khẩu của xã Thới Lai.
- Thành lập xã Tân Thành thuộc huyện Phụng Hiệp trên cơ sở 1.481,1 ha diện tích tự nhiên và 6.924 nhân khẩu của xã Đại Thành.
- Thành lập Phường VII thuộc thị xã Vị Thanh trên cơ sở 616 ha diện tích tự nhiên và 6.625 nhân khẩu của xã Hỏa Lựu.

Sau khi điều chỉnh địa giới hành chính:
- Thị trấn Một Ngàn thuộc huyện Châu Thành A có 730 ha diện tích tự nhiên và 6.756 nhân khẩu.
- Xã Tân Thuận thuộc huyện Châu Thành A còn lại 1.578 ha diện tích tự nhiên và 7.627 nhân khẩu.
- Xã Nhơn Nghĩa A thuộc huyện Châu Thành A còn lại 1.543 ha diện tích tự nhiên và 11.301 nhân khẩu.
- Xã Thới Lai thuộc huyện Ô Môn còn lại 2.608,53 ha diện tích tự nhiên và 11.157 nhân khẩu thuộc huyện Châu Thành A.
- Xã Đại Thành còn lại 2.696,32 ha diện tích tự nhiên và 13.486 nhân khẩu.
- Xã Hỏa Lựu thuộc thị xã Vị Thanh còn lại 1.711 ha diện tích tự nhiên và 7.122 nhân khẩu.

## Tỉnh Hậu Giang (2003–2025)

#### Ngày 26 tháng 11 năm 2003, Quốc hội ban hành Nghị quyết số 22/2003/QH11[28]về việc chia tỉnhCần Thơthành thành phốCần Thơtrực thuộc trung ương và tỉnhHậu Giang.
- Thành phố Cần Thơ trực thuộc trung ương có diện tích tự nhiên là 138.959,99 ha và dân số hiện tại là 1.112.121 người, bao gồm: diện tích và số dân của thành phố Cần Thơ cũ; huyện Ô Môn; huyện Thốt Nốt; một phần của huyện Châu Thành, bao gồm: thị trấn Cái Răng; các ấp Thạnh Mỹ, Thạnh Huề, Thạnh Thắng, Yên Hạ và 176 ha diện tích cùng với 2.216 người của ấp Phú Quới thuộc xã Đông Thạnh; các ấp Thạnh Hóa, Thạnh Hưng, Thạnh Thuận, An Hưng, Thạnh Phú, Phú Khánh, Khánh Bình và 254,19 ha diện tích cùng với 1.806 người của ấp Phú Hưng thuộc xã Phú An; các ấp Phú Thành, Phú Thạnh, Phú Thuận, Phú Thuận A và 304,61 ha diện tích cùng với 1.262 người của ấp Phú Lợi thuộc xã Đông Phú; một phần của huyện Châu Thành A, bao gồm: xã Trường Long; xã Nhơn Ái; xã Nhơn Nghĩa; ấp Tân Thạnh Đông và 84,7 ha diện tích cùng với 640 người của ấp Tân Thạnh Tây thuộc xã Tân Phú Thạnh.
- Tỉnh Hậu Giang có diện tích tự nhiên là 160.772,49 ha và dân số hiện tại là 766.105 người, bao gồm: diện tích và số dân của thị xã Vị Thanh; huyện Phụng Hiệp; huyện Long Mỹ; huyện Vị Thủy; phần còn lại của huyện Châu Thành và huyện Châu Thành A, trừ phần diện tích và số dân của hai huyện này đã được điều chỉnh về thành phố Cần Thơ trực thuộc trung ương. Tỉnh lỵ: Thị xã Vị Thanh.

#### Ngày 2 tháng 1 năm 2004, Chính phủ ban hành Nghị định số 06/2004/NĐ-CP[29]về việc điều chỉnh địa giới hành chính xã thuộc các huyệnChâu ThànhvàChâu Thành Athuộc tỉnhHậu Giang:
- Xã Đông Thạnh thuộc huyện Châu Thành sau khi điều chỉnh một phần diện tích tự nhiên và dân số về thành phố Cần Thơ (mới) có 1.181,71 ha diện tích tự nhiên và 9.153 nhân khẩu.
- Xã Phú An thuộc huyện Châu Thành sau khi điều chỉnh một phần diện tích tự nhiên và dân số về thành phố Cần Thơ (mới) có 814,94 ha diện tích tự nhiên và 4.116 nhân khẩu.
- Xã Đông Phú thuộc huyện Châu Thành sau khi điều chỉnh một phần diện tích tự nhiên và dân số về thành phố Cần Thơ (mới) có 1.775,98 ha diện tích tự nhiên và 9.136 nhân khẩu.
- Huyện Châu Thành sau khi điều chỉnh địa giới hành chính, có 14.578,91 ha diện tích tự nhiên và 81.194 nhân khẩu; có 8 đơn vị hành chính cấp xã trực thuộc, bao gồm thị trấn Ngã Sáu và 7 xã: Đông Phú, Đông Phước, Đông Phước A, Đông Thạnh, Phú An, Phú Hữu, Phú Hữu A.
- Xã Tân Phú Thạnh thuộc huyện Châu Thành A sau khi điều chỉnh một phần diện tích tự nhiên và dân số về thành phố Cần Thơ (mới) có 1.996,92 ha diện tích tự nhiên và 21.514 nhân khẩu.
- Huyện Châu Thành A sau khi điều chỉnh địa giới hành chính, có 15.319,45 ha diện tích tự nhiên và 98,805 nhân khẩu; có 8 đơn vị hành chính cấp xã trực thuộc, bao gồm thị trấn Một Ngàn và 7 xã: Nhơn Nghĩa A, Tân Hòa, Tân Phú Thạnh, Tân Thuận, Thạnh Xuân, Trường Long A, Trường Long Tây.

#### Ngày 26 tháng 7 năm 2005, Chính phủ ban hành Nghị định 98/2005/NĐ-CP[31]về việc thành lập thị xãTân Hiệp, tỉnhHậu Giang; thành lập phường, xã thuộc thị xãTân Hiệp:
1. Thành lập thị xã Tân Hiệp thuộc tỉnh Hậu Giang trên cơ sở toàn bộ diện tích tự nhiên và dân số của thị trấn Phụng Hiệp, xã Đại Thành, xã Tân Thành, 1.932,76 ha diện tích tự nhiên và 11.482 nhân khẩu của xã Phụng Hiệp, 220 ha diện tích tự nhiên và 1.170 nhân khẩu của xã Tân Phước Hưng thuộc huyện Phụng Hiệp.
- Thị xã Tân Hiệp có 7.894,93 ha diện tích tự nhiên và 61.024 nhân khẩu.

2. Thành lập phường, xã thuộc thị xã Tân Hiệp
- Thành lập phường Ngã Bảy trên cơ sở 217,61 ha diện tích tự nhiên và 8.964 nhân khẩu của thị trấn Phụng Hiệp; 78,65 ha diện tích tự nhiên và 1.500 nhân khẩu của xã Phụng Hiệp; 176,69 ha diện tích tự nhiên và 3.100 nhân khẩu của xã Đại Thành.
- Thành lập phường Lái Hiếu trên cơ sở 357,99 ha diện tích tự nhiên và 7.160 nhân khẩu của thị trấn Phụng Hiệp; 338,38 ha diện tích tự nhiên và 1.996 nhân khẩu của xã Phụng Hiệp; 120 ha diện tích tự nhiên và 670 nhân khẩu của xã Tân Phước Hưng.
- Thành lập phường Hiệp Thành trên cơ sở 828,57 ha diện tích tự nhiên và 8.632 nhân khẩu của thị trấn Phụng Hiệp; 296,61 ha diện tích tự nhiên và 1.917 nhân khẩu của xã Đại Thành; 100 ha diện tích tự nhiên và 500 nhân khẩu của xã Tân Phước Hưng.
- Thành lập xã Hiệp Lợi trên cơ sở 1.515,73 ha diện tích tự nhiên và 7.986 nhân khẩu của xã Phụng Hiệp.

3. Sau khi điều chỉnh địa giới hành chính thành lập thị xã Tân Hiệp và các phường, xã trực thuộc
- Thị xã Tân Hiệp có 6 đơn vị hành chính cấp xã trực thuộc, bao gồm 3 phường: Ngã Bảy, Lái Hiếu, Hiệp Thành và 3 xã: Đại Thành, Hiệp Lợi, Tân Thành.
- Phường Hiệp Thành có 1.225,18 ha diện tích tự nhiên và 11.049 nhân khẩu.
- Phường Lái Hiếu có 816,37 ha diện tích tự nhiên và 9.826 nhân khẩu.
- Phường Ngã Bảy có 472,95 ha diện tích tự nhiên và 13.564 nhân khẩu.
- Xã Hiệp Lợi có 1.515,73 ha diện tích tự nhiên và 7.986 nhân khẩu.
- Huyện Phụng Hiệp còn lại 48.481,05 ha diện tích tự nhiên và 205.460 nhân khẩu; có 14 đơn vị hành chính cấp xã trực thuộc, bao gồm 2 thị trấn: Cây Dương, Kinh Cùng và 12 xã: Bình Thành, Hòa An, Hòa Mỹ, Hiệp Hưng, Long Thạnh, Phụng Hiệp, Phương Bình, Phương Phú, Tân Bình, Tân Long, Tân Phước Hưng, Thạnh Hòa.

#### Ngày 27 tháng 10 năm 2006, Chính phủ ban hành Nghị định số 124/2006/NĐ-CP[32]về việc điều chỉnh địa giới hành chính thành lập xã thị trấn thuộc thị xãVị Thanh, huyện Long Mỹ; đổi tên thị xãTân Hiệpthành thị xãNgã Bảy, tỉnhHậu Giang:
- Thành lập xã Tân Tiến thuộc thị xã Vị Thanh trên cơ sở điều chỉnh 2.202,12 ha diện tích tự nhiên và 7.089 nhân khẩu của xã Hỏa Tiến.
- Thành lập xã Thuận Hòa thuộc huyện Long Mỹ trên cơ sở điều chỉnh 2.700,77 ha diện tích tự nhiên và 11.065 nhân khẩu của xã Thuận Hưng.
- Thành lập thị trấn Trà Lồng thuộc huyện Long Mỹ trên cơ sở điều chỉnh 713,56 ha diện tích tự nhiên và 4.571 nhân khẩu của xã Long Phú.
- Thành lập xã Tân Phú thuộc huyện Long Mỹ trên cơ sở điều chỉnh 2.550,37 ha diện tích tự nhiên và 9.060 nhân khẩu của xã Long Phú.
- Đổi tên thị xã Tân Hiệp thành thị xã Ngã Bảy, tỉnh Hậu Giang.

Sau khi điều chỉnh địa giới hành chính:
- Xã Hỏa Tiến thuộc thị xã Vị Thanh còn lại 2.032 ha diện tích tự nhiên và 5.070 nhân khẩu.
- Thị xã Vị Thanh có 11.879,99 ha diện tích tự nhiên và 69.785 nhân khẩu; có 9 đơn vị hành chính cấp xã trực thuộc, bao gồm 5 phường: I, III, IV, V, VII và 4 xã: Hoả Lựu, Hỏa Tiến, Vị Tân, Tân Tiến.
- Xã Long Phú thuộc huyện Long Mỹ còn lại 2.313,36 ha diện tích tự nhiên và 9.881 nhân khẩu.
- Xã Thuận Hưng thuộc huyện Long Mỹ còn lại 2.170,89 ha diện tích tự nhiên và 8.097 nhân khẩu.
- Huyện Long Mỹ có 39.611,57 ha diện tích tự nhiên và 159.677 nhân khẩu; có 12 đơn vị hành chính cấp xã trực thuộc, bao gồm 2 thị trấn: Long Mỹ, Trà Lồng và 10 xã: Long Bình, Long Phú, Long Trị, Lương Tâm, Thuận Hòa, Thuận Hưng, Tân Phú, Vĩnh Thuận Đông, Vĩnh Viễn, Xà Phiên.

#### Ngày 8 tháng 3 năm 2007, Chính phủ ban hành Nghị định 34/2007/NĐ-CP[33]về việc điều chỉnh địa giới hành chính các xã Thạnh Xuân, Tân Phú Thạnh để thành lập thị trấn Rạch Gòi, thị trấn Cái Tắc thuộc huyệnChâu Thành A, tỉnhHậu Giang:
- Thành lập thị trấn Rạch Gòi thuộc huyện Châu Thành A trên cơ sở điều chỉnh 977,84 ha diện tích tự nhiên và 10.073 nhân khẩu của xã Thạnh Xuân.
- Thành lập thị trấn Cái Tắc thuộc huyện Châu Thành A trên cơ sở điều chỉnh 1.050,15 ha diện tích tự nhiên và 11.140 nhân khẩu của xã Tân Phú Thạnh.

Sau khi điều chỉnh địa giới hành chính:
- Xã Thạnh Xuân còn lại 1.644,50 ha diện tích tự nhiên và 12.010 nhân khẩu.
- Xã Tân Phú Thạnh còn lại 1.564,68 ha diện tích tự nhiên và 14.438 nhân khẩu.
- Huyện Châu Thành A có 10 đơn vị hành chính cấp xã trực thuộc, bao gồm 3 thị trấn: Cái Tắc , Một Ngàn, Rạch Gòi và 7 xã: Nhơn Nghĩa A, Tân Hòa, Tân Phú Thạnh, Tân Thuận, Thạnh Xuân, Trường Long A, Trường Long Tây.

#### Ngày 13 tháng 12 năm 2007, Chính phủ ban hành Nghị định số 182/2007/NĐ-CP[34]về việc điều chỉnh địa giới hành chính xã Lương Tâm, xã Vĩnh Viễn để thành lập xã Lương Nghĩa, xã Vĩnh Viễn A thuộc huyệnLong Mỹ, tỉnhHậu Giang:
- Thành lập xã Lương Nghĩa thuộc huyện Long Mỹ trên cơ sở điều chỉnh 2.823 ha diện tích tự nhiên và 10.024 nhân khẩu của xã Lương Tâm.
- Thành lập xã Vĩnh Viễn A thuộc huyện Long Mỹ trên cơ sở điều chỉnh 2.498,31 ha diện tích tự nhiên và 8.308 nhân khẩu của xã Vĩnh Viễn.

Sau khi điều chỉnh địa giới hành chính:
- Xã Lương Tâm còn lại 3.023,88 ha diện tích tự nhiên và 8.820 nhân khẩu.
- Xã Vĩnh Viễn còn lại 4.212,37 ha diện tích tự nhiên và 13.290 nhân khẩu.
- Huyện Long Mỹ có 36.612,07 ha diện tích tự nhiên và 162.344 nhân khẩu; có 14 đơn vị hành chính cấp xã trực thuộc, bao gồm 2 thị trấn Long Mỹ, Trà Lồng và 12 xã: Long Bình, Long Phú, Long Trị, Lương Nghĩa, Lương Tâm, Tân Phú, Thuận Hòa, Thuận Hưng, Vĩnh Thuận Đông, Vĩnh Viễn, Vĩnh Viễn A, Xà Phiên.

#### Ngày 24 tháng 8 năm 2009, Chính phủ ban hành Nghị quyết số 37/NQ-CP[36]về việc điều chỉnh địa giới hành chính xã, thành lập xã, thị trấn thuộc huyệnChâu Thành A, huyệnChâu Thành, huyệnLong Mỹ, tỉnhHậu Giang:
- Thành lập thị trấn Bảy Ngàn thuộc huyện Châu Thành A trên cơ sở điều chỉnh 1.302,64 ha diện tích tự nhiên và 11.990 nhân khẩu của xã Tân Hòa.
- Điều chỉnh 441,18 ha diện tích tự nhiên và 3.274 nhân khẩu còn lại của xã Tân Hòa vào xã Tân Thuận quản lý và được lấy tên là xã Tân Hòa thuộc huyện Châu Thành A.
- Thành lập xã Phú Tân thuộc huyện Châu Thành trên cơ sở điều chỉnh 1.637 ha diện tích tự nhiên và 12.054 nhân khẩu của xã Phú Hữu.
- Thành lập xã Long Trị A thuộc huyện Long Mỹ trên cơ sở điều chỉnh 2.041,43 ha diện tích tự nhiên và 10.965 nhân khẩu của xã Long Trị.

Sau khi điều chỉnh địa giới hành chính:
- Xã Tân Hòa thuộc huyện Châu Thành A có 2.019,7 ha diện tích tự nhiên và 11.747 nhân khẩu.
- Huyện Châu Thành A có 15.662,18 ha diện tích tự nhiên và 107.713 nhân khẩu; có 10 đơn vị hành chính cấp xã trực thuộc, bao gồm 4 thị trấn: Cái Tắc, Bảy Ngàn, Một Ngàn, Rạch Gòi và 6 xã: Nhơn Nghĩa A, Tân Phú Thạnh, Tân Hòa, Thạnh Xuân, Trường Long A, Trường Long Tây.
- Xã Phú Hữu thuộc huyện Châu Thành còn lại 1.647 ha diện tích tự nhiên và 11.243 nhân khẩu.
- Huyện Châu Thành có 13.454,37 ha diện tích tự nhiên và 89.242 nhân khẩu; có 9 đơn vị hành chính cấp xã trực thuộc, bao gồm thị trấn Ngã Sáu và 8 xã: Đông Phú, Đông Phước, Đông Phước A, Đông Thạnh, Phú An, Phú Hữu, Phú Hữu A, Phú Tân.
- Xã Long Trị thuộc huyện Long Mỹ còn lại 1.750,99 ha diện tích tự nhiên và 7.221 nhân khẩu.
- Huyện Long Mỹ có 39.621,64 ha diện tích tự nhiên và 164.865 nhân khẩu; có 15 đơn vị hành chính cấp xã trực thuộc, bao gồm 2 thị trấn: Long Mỹ, Trà Lồng và 13 xã: Long Bình, Long Phú, Long Trị, Long Trị A, Lương Nghĩa, Lương Tâm, Tân Phú, Thuận Hòa, Thuận Hưng, Vĩnh Thuận Đông, Vĩnh Viễn, Vĩnh Viễn A, Xà Phiên.

#### Ngày 23 tháng 9 năm 2010, Chính phủ ban hành Nghị quyết số 34/NQ-CP[38]về việc thành lập thành phốVị Thanhthuộc tỉnhHậu Giang:
- Thành lập thành phố Vị Thanh thuộc tỉnh Hậu Giang trên cơ sở toàn bộ diện tích tự nhiên, dân số và các đơn vị hành chính trực thuộc của thị xã Vị Thanh.
- Thành phố Vị Thanh có 11.867,74 ha diện tích tự nhiên và 97.222 nhân khẩu; có 9 đơn vị hành chính cấp xã, bao gồm 5 phường: I, III, IV, V, VII và 4 xã: Hỏa Lựu, Hỏa Tiến, Tân Tiến, Vị Tân.

#### Ngày 24 tháng 1 năm 2011, Chính phủ ban hành Nghị quyết số 06/NQ-CP[40]về việc thành lập thị trấn Mái Dầm thuộc huyệnChâu Thành; điều chỉnh địa giới hành chính xã để thành lập thị trấn Búng Tàu thuộc huyệnPhụng Hiệp, tỉnhHậu Giang:
- Thành lập thị trấn Mái Dầm thuộc huyện Châu Thành trên cơ sở nguyên trạng 1.601,68 ha diện tích tự nhiên và 11.737 nhân khẩu của xã Phú Hữu A.
- Thành lập thị trấn Búng Tàu thuộc huyện Phụng Hiệp trên cơ sở điều chỉnh 1.518,5 ha diện tích tự nhiên và 7.413 nhân khẩu của xã Tân Phước Hưng.

Sau khi điều chỉnh địa giới hành chính:
- Huyện Châu Thành có 13.454 ha diện tích tự nhiên và 85.429 nhân khẩu; có 9 đơn vị hành chính cấp xã trực thuộc, bao gồm 2 thị trấn: Mái Dầm, Ngã Sáu và 7 xã: Đông Phú, Đông Phước, Đông Phước A, Đông Thạnh, Phú An, Phú Hữu, Phú Tân.
- Xã Tân Phước Hưng thuộc huyện Phụng Hiệp còn lại 4.268,44 ha diện tích tự nhiên và 12.755 nhân khẩu.
- Huyện Phụng Hiệp có 48.555 ha diện tích tự nhiên và 210.089 nhân khẩu; có 15 đơn vị hành chính cấp xã trực thuộc, bao gồm 3 thị trấn: Cây Dương, Búng Tàu, Kinh Cùng và 12 xã: Bình Thành, Hiệp Hưng, Hòa An, Hòa Mỹ, Long Thạnh, Phụng Hiệp, Phương Bình, Phương Phú, Tân Bình, Tân Long, Tân Phước Hưng Thạnh Hòa.

#### Ngày 15 tháng 5 năm 2015, Ủy ban Thường vụ Quốc hội ban hành Nghị quyết số 933/2015/NQ-UBTVQH[43]về việc điều chỉnh địa giới hành chính huyệnLong Mỹđể thành lập thị xãLong Mỹvà thành lập 4 phường thuộc thị xãLong Mỹ, tỉnhHậu Giang:
1. Thành lập thị xã Long Mỹ thuộc tỉnh Hậu Giang trên cơ sở tách 2 thị trấn Long Mỹ, Trà Lồng và 5 xã Long Bình, Long Phú, Long Trị, Long Trị A, Tân Phú thuộc huyện Long Mỹ.
- Thị xã Long Mỹ có 14.400 ha diện tích tự nhiên và 73.000 nhân khẩu.

2. Thành lập phường thuộc thị xã Long Mỹ
- Thành lập phường Bình Thạnh trên cơ sở toàn bộ 265,37 ha diện tích tự nhiên và 3.546 người của ấp 1 thuộc thị trấn Long Mỹ; 427,12 ha diện tích tự nhiên, quy mô dân số là 2.399 người của ấp Bình Thạnh; 364,2 ha diện tích tự nhiên, quy mô dân số là 2.808 người của ấp Bình An; 173,7 ha diện tích tự nhiên, quy mô dân số là 365 người của ấp Bình Hiếu; 164,68 ha diện tích tự nhiên, quy mô dân số là 371 người của ấp Bình Hòa thuộc xã Long Bình, huyện Long Mỹ.
- Thành lập phường Thuận An trên cơ sở toàn bộ 1.225,81 ha diện tích tự nhiên và 12.997 người của các ấp: 2, 3, 4, 5, 6 thuộc thị trấn Long Mỹ, huyện Long Mỹ.
- Thành lập phường Trà Lồng trên cơ sở toàn bộ 607 ha diện tích tự nhiên và 3.982 người của thị trấn Trà Lồng; 102,07 ha diện tích tự nhiên và 698 người của ấp Long Trị 2 thuộc xã Tân Phú, huyện Long Mỹ.
- Thành lập phường Vĩnh Tường thuộc thị xã Long Mỹ trên cơ sở 539,83 ha diện tích tự nhiên, quy mô dân số là 2.436 người của ấp Bình Tân; 206,74 ha diện tích tự nhiên, quy mô dân số là 2.002 người của ấp Bình Hòa và 249,21 ha diện tích tự nhiên, quy mô dân số là 2.690 người của ấp Bình Hiếu thuộc xã Long Bình, huyện Long Mỹ.

3. Sau khi điều chỉnh địa giới hành chính huyện Long Mỹ để thành lập thị xã Long Mỹ; thành lập các phường thuộc thị xã Long Mỹ
- Thị xã Long Mỹ có 14.448,65 ha diện tích tự nhiên và 72.957 nhân khẩu; có 9 đơn vị hành chính cấp xã trực thuộc, bao gồm 4 phường: Bình Thạnh, Thuận An, Trà Lồng, Vĩnh Tường và 5 xã: Long Bình, Long Phú, Long Trị, Long Trị A, Tân Phú.
- Phường Bình Thạnh có 1.395,07 ha diện tích tự nhiên và quy mô dân số là 9.333 người.
- Phường Trà Lồng có 709,07 ha diện tích tự nhiên và 4.680 người.
- Phường Vĩnh Tường có 995,78 ha diện tích tự nhiên và quy mô dân số là 5.631 người.
- Huyện Long Mỹ có 25.000 ha diện tích tự nhiên và 85.000 nhân khẩu; có 8 đơn vị hành chính cấp xã trực thuộc, bao gồm 8 xã: Thuận Hưng, Thuận Hòa, Vĩnh Thuận Đông, Vĩnh Viễn, Vĩnh Viễn A, Lương Tâm, Lương Nghĩa, Xà Phiên.

#### Ngày 12 tháng 3 năm 2019, Ủy ban Thường vụ Quốc hội ban hành Nghị quyết số 655/NQ-UBTVQH14[47]về việc thành lập thị trấn Vĩnh Viễn thuộc huyện huyệnLong Mỹ, tỉnhHậu Giang:
- Thành lập thị trấn Vĩnh Viễn thuộc huyện huyện Long Mỹ trên cơ sở toàn bộ 40,72 km² diện tích tự nhiên và 11.142 nhân khẩu của xã Vĩnh Viễn.
- Huyện huyện Long Mỹ có 8 đơn vị hành chính cấp xã trực thuộc, bao gồm thị trấn Vĩnh Viễn và 7 xã: Lương Nghĩa, Lương Tâm, Thuận Hòa, Thuận Hưng, Vĩnh Thuận Đông, Vĩnh Viễn A, Xà Phiên.

#### Ngày 10 tháng 1 năm 2020, Ủy ban Thường vụ Quốc hội ban hành Nghị quyết số 869/NQ-UBTVQH14[50]về việc sắp xếp các đơn vị hành chính cấp huyện, cấp xã thuộc tỉnhHậu Giang(nghị quyết có hiệu lực từ ngày 1 tháng 2 năm 2020):
Sắp xếp các đơn vị hành chính cấp xã thuộc tỉnh Hậu Giang
- Điều chỉnh 3,69 km² diện tích tự nhiên, 1.030 người của xã Phú An thuộc huyện Châu Thành vào thị trấn Ngã Sáu. Sau khi điều chỉnh, thị trấn Ngã Sáu có 14,23 km² diện tích tự nhiên và quy mô dân số 9.189 người.
- Nhập toàn bộ 4,23 km² diện tích tự nhiên, 2.602 người của xã Phú An thuộc huyện Châu Thành sau khi điều chỉnh địa giới đơn vị hành chính quy định tại điểm a khoản này vào xã Đông Thạnh. Sau khi nhập, xã Đông Thạnh có 15,72 km² diện tích tự nhiên và quy mô dân số 11.474 người.
- Sau khi sắp xếp, huyện Châu Thành có 8 đơn vị hành chính cấp xã, bao gồm 2 thị trấn: Ngã Sáu, Mái Dầm và 6 xã: Đông Phú, Đông Phước, Đông Phước A, Đông Thạnh, Phú Hữu, Phú Tân.

Thành lập phường Hiệp Lợi thuộc thị xã Ngã Bảy và thành phố Ngã Bảy thuộc tỉnh Hậu Giang
- Thành lập phường Hiệp Lợi thuộc thị xã Ngã Bảy trên cơ sở 1.515,73 ha diện tích tự nhiên và 7.986 nhân khẩu của xã Hiệp Lợi.
- Thành lập thành phố Ngã Bảy thuộc tỉnh Hậu Giang trên cơ sở toàn bộ 78,07 km² diện tích tự nhiên và 101.192 nhân khẩu của thị xã Ngã Bảy.
- Thành phố Ngã Bảy có 6 đơn vị hành chính cấp xã, bao gồm 4 phường: Hiệp Lợi, Hiệp Thành, Lái Hiếu, Ngã Bảy và 2 xã: Đại Thành, Tân Thành.

Tỉnh Hậu Giang có 8 đơn vị hành chính cấp huyện, bao gồm 2 thành phố: Vị Thanh (tỉnh lỵ), Ngã Bảy, thị xã Long Mỹ và 5 huyện: Châu Thành, Châu Thành A, Long Mỹ, Phụng Hiệp, Vị Thủy với 75 đơn vị hành chính cấp xã, bao gồm 13 phường, 11 thị trấn và 51 xã.

#### Ngày 15 tháng 1 năm 2024, Thủ tướng Chính phủ ban hành Quyết định số 54/QĐ-TTg[53]về việc công nhận xã An toàn khu, vùng An toàn khu thuộc tỉnhHậu Giang:
Công nhận 07 đơn vị hành chính cấp xã thuộc 2 huyện của tỉnh Hậu Giang là xã An toàn khu của Trung ương trong thời kỳ kháng chiến chống Pháp và chống Mỹ.
- Thị trấn Vĩnh Viễn thuộc huyện Long Mỹ.
- Xã Vĩnh Viễn A thuộc huyện Long Mỹ.
- Xã Lương Tâm thuộc huyện Long Mỹ.
- Xã Lương Nghĩa thuộc huyện Long Mỹ.
- Xã Xà Phiên thuộc huyện Long Mỹ.
- Thị trấn Rạch Gòi thuộc huyện Châu Thành A.
- Xã Thạnh Xuân thuộc huyện Châu Thành A.